# Meleagros (General)
Meleagros (altgriechisch Μελέαγρος; † 316 v. Chr.) war ein makedonischer Reiteroffizier und Gefährte (hetairos) Alexanders des Großen im 4. vorchristlichen Jahrhundert. Er ist nicht mit dem gleichnamigen Infanterieoffizier († 323 v. Chr.) zu verwechseln.
Meleagros führte während des Asienfeldzuges in der Schlacht von Gaugamela 331 v. Chr. als ilarchos eine der acht Schwadronen der Hetairenreiterei an. Er überlebte den Feldzug und gehörte während der Diadochenkriege dem Gefolge des Peithon an. Nachdem dieser 316 v. Chr. von Antigonos Monophthalmos hingerichtet worden war, organisierte Meleagros in Medien mit 800 Kriegern, die ehemals für Eumenes gekämpft hatten, einen Aufstand. Allerdings unterlag er dem von Antigonos eingesetzten Satrapen Orontobates und dessen Feldherrn Hippostratos und wurde getötet.